# Peter Scolari
Peter Thomas Scolari (New Rochelle, 12 settembre 1955 – New York, 22 ottobre 2021) è stato un attore statunitense.

## Biografia
Ebbe un'ottima carriera tra televisione e cinema, con interpretazioni che gli sono valsi, tra gli altri, un Emmy Award nella categoria Outstanding guest actor in a comedy series, conferitogli nel 2016 per il ruolo di Tad Horvath nella serie televisiva Girls.
La sua manager Ellen Lubin Sanitsky ne annunciò la morte il 22 ottobre 2021. L'attore da due anni era malato di leucemia. 

## Filmografia parziale

### Cinema
- Vacanze a modo nostro (Camp Nowhere), regia di Jonathan Prince (1994)
- Una magica estate (A Plumm Summer), regia di Caroline Zelder (2007)
- Looks That Kill, regia di Kellen Moore (2020)

### Televisione
- Henry e Kip - serie TV, completa (1980-1982)
- Nove in famiglia  (Baby Makes Five) – serie TV, 5 episodi (1983)
- Ai confini della realtà (The Twilight Zone) – serie TV, episodio 3x10 (1988)
- La tata (The Nanny) – serie TV, episodio 4x16 (1997)
- Tesoro, mi si sono ristretti i ragazzi  (Honey, I Shrunk the Kids: The TV Show) – serie TV, 66 episodi (1997-2000)
- Il più bel regalo di Natale (The Ultimate Christmas Present), regia di Greg Beeman – film TV (2000)
- Ally McBeal – serie TV, un episodio (2001)
- West Wing - Tutti gli uomini del Presidente (The West Wing) – serie TV, episodio 3x18 (2002)
- E.R. - Medici in prima linea (E.R.)– serie TV, episodio 8x17 (2002)
- Sabrina - Vita da strega (Sabrina the Teenage Witch) – serie TV, episodio 7x15 (2003)
- Big Love – serie TV, un episodio (2006)
- Girls – serie TV, 21 episodi (2012-2017)
- White Collar – serie TV, episodio 4x12 (2013)
- Gotham – serie TV, 5 episodi (2015)
- Law & Order - Unità vittime speciali (Law & Order: Special Victims Unit) – serie TV , episodio 19x06 (2017)
- Evil – serie TV, 9 episodi (2019-2021)
- Blue Bloods – serie TV, episodio 10x11 (2020)

## Doppiatori italiani
Nelle versioni in italiano delle opere in cui ha recitato, Peter Scolari è stato doppiato da:
- Antonio Sanna in Tesoro, mi si sono ristretti i ragazzi, Blue Bloods
- Stefano Benassi in Evil, Fosse/Verdon
- Giorgio Locuratolo in Henry e Kip
- Roberto Chevalier in Casa Keaton
- Vittorio Guerrieri in Perry Mason: La bara di vetro
- Marco Mete in Vacanze a modo nostro
- Edoardo Nevola in Dalla Terra alla Luna
- Raffaele Fallica in Ally McBeal
- Domenico Crescentini in Big Love
- Antonio Palumbo in Una magica estate
- Stefano Billi in Suburban Girl
- Edoardo Nordio in White Collar
- Mario Cordova in Girls
- Raffaele Palmieri in Gotham
- Mauro Gravina in Law & Order - Unità vittime speciali
- Ennio Coltorti in Madoff

Da doppiatore è sostituito da:
- Alex Polidori in Polar Express
- Renato Novara in Batman: The Brave and the Bold